# André Smit

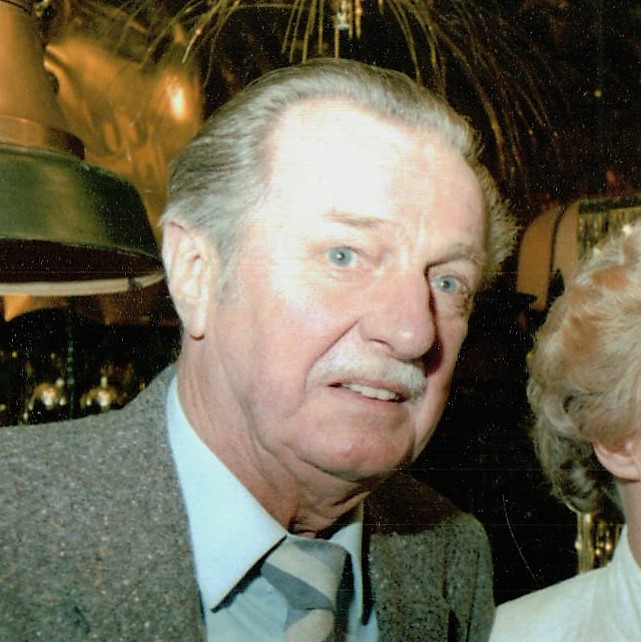
André Smit

André Smit (* 30. Juni 1916 in Zwolle; † 21. November 2001 in  Hilversum) war ein niederländischer Jazz- und Unterhaltungsmusiker (Posaune, Arrangement).
Smit spielte ab 1938 in Tanzorchestern von John Kristel, Ernst van’t Hoff und Henry van Leer; 1939/40 war er Solist bei Ray Ventura, mit dem er durch Europa tourte.  Er arbeitete in den frühen 40ern mit van't Hoff dann auch im Deutschen Reich und spielte mit dessen Orchester 1941 Schallplatten für Grammophon ein. Ferner arbeitete er in dieser Zeit u. a. auch mit Meg Tevelian, Ernst Weiland, Willi Stech und Benny de Weille. Nach Kriegsende arbeitete er in den Niederlanden als Posaunist und Arrangeur bei Klaas van Beeck, Ger van Leeuwen (1942–1951) und im Metropole Orkest unter Leitung von Dolf van der Linden (1948–1956), ferner Leiter und Arrangeur des Ensembles Maria Zamora y sus Muchachos (1950–1960). Er war Lebenspartner, Orchesterleiter und Manager von Maria Zamora (1950–1970). Als Arrangeur arbeitete er 1958 mit Louis Alberto del Paraná und dessen Trio Los Paraguayos (Album Trovador Tropical, Philips) sowie von 1964 bis 1982 als Arrangeur und Musikregisseur bei dem Sender NRU/NOS. Im Bereich des Jazz war er zwischen 1941 und 1953 an 34 Aufnahmesessions beteiligt.